# Asnã
Asnã (Axnam) é uma vila do Afeganistão, localizada na província de Badaquexão. Fica sobre o rio Jurme, a cerca de oito quilômetros do rio Coquecha.